# Alfred Bärtschi (Politiker)
Alfred Bärtschi (* 6. November 1965; heimatberechtigt in Sumiswald) ist ein Schweizer Politiker (SVP).
Er ist seit 2010 im Vorstand der SVP seines Wohnorts Lützelflüh und seit dem 1. Juni 2010 Mitglied im Grossen Rat des Kantons Bern. Seine Stellungnahmen anlässlich der Berner Grossratswahlen 2014 verorten Bärtschi im rechtskonservativen Lager. Von Juni 2010 bis Mai 2018 war er Mitglied der Justizkommission des Grossen Rates. Seit Juni 2018 ist er Mitglied der Bau-, Energie-, Verkehrs- und Raumplanungskommission (BaK).
Zudem ist er Präsident des Schweizerischen Klubs für Entlebucher Sennenhunde.
Bärtschi ist diplomierter Landwirt sowie Betriebsleiter mit eidgenössischem Fachausweis. Auf den 1. Januar 2000 übernahm er zusammen mit seiner Frau den elterlichen Hof. Seit 1996 bildet er Lernende aus und amtet auch als kantonaler Prüfungsexperte.